# Biblioteca Nacional de Tunísia
La Biblioteca Nacional de Tunísia (àrab: دار الكتب الوطنية, Dar al-Kutub al-Waṭaniyya, literalment ‘Casa Nacional dels Llibres') és la biblioteca principal de Tunísia, a la seva capital, Tunis.
Fou creada el 1885 amb el nom de Bibliothèque française de Tunis. El 1910 es va traslladar a l'antiga caserna d'Al-Attarine, edificada al segle xix per Hamuda Pasha i va prendre el nom de Bibliothèque publique de Tunis, al número 20 de Souk Al-Attarine. El 1965 fou rebatejada amb el seu nom actual.

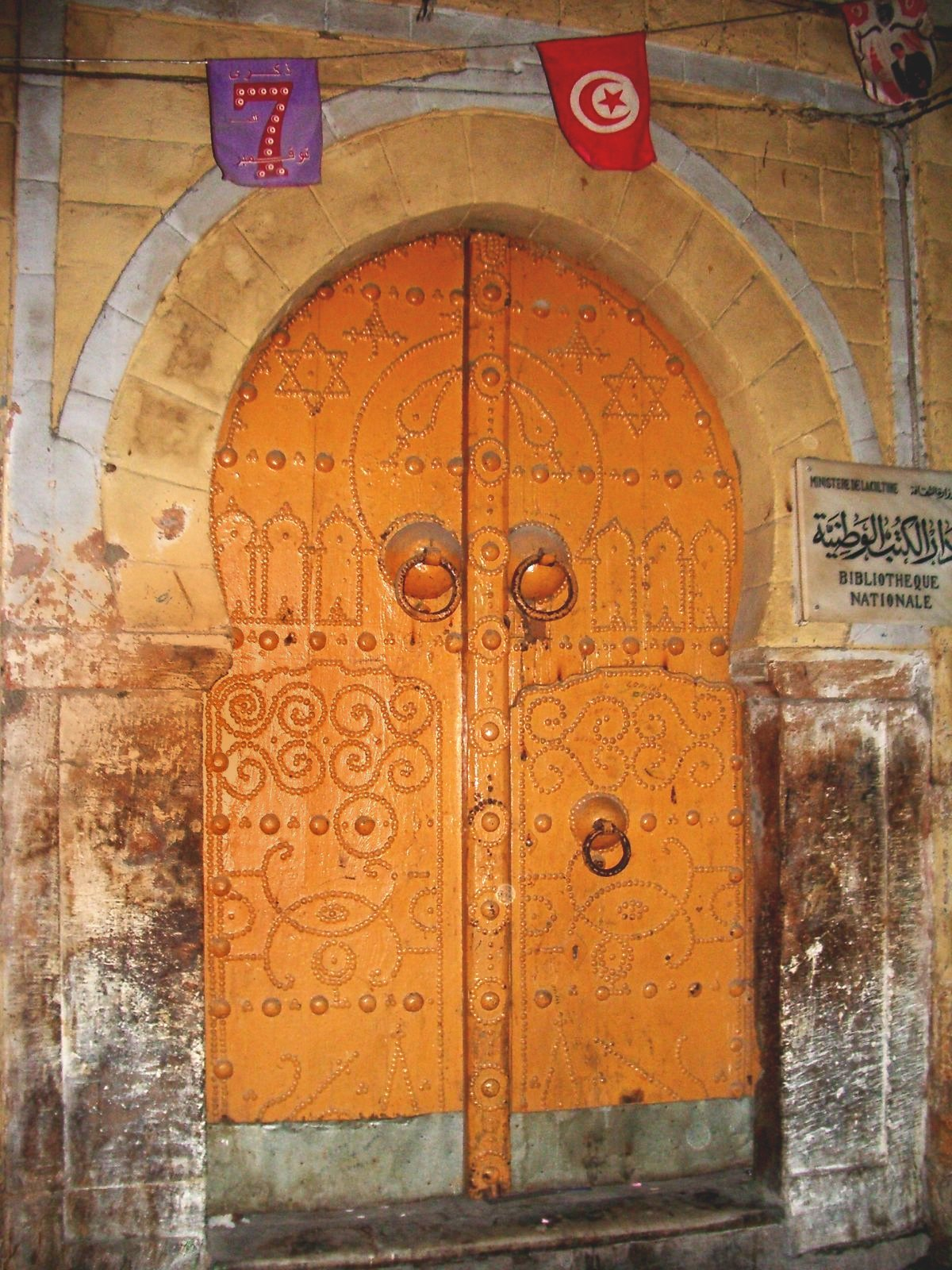
Entrada de l'antiga biblioteca a la medina de Tunis

El 1967 un decret va permetre centralitzar a la biblioteca nacional molts manuscrits i altres obres dispersos en institucions públiques, biblioteques del país, mesquites i zàuiyes en condicions de conservació més adequades. El 15 de març de 1994 es va promulgar un estatut específic que va establir les seves funcions i organització.
Disposa de 40.000 manuscrits, dos milions d'obres, 13.000 diaris i revistes, 5000 mapes i postals. Té capacitat per a acollir 244 lectors i investigadors. El document més antic, Tafsir Yahya ibn Sal·lam, data del segle iv de l'Hègira/segle X dC.